# Gemini-díj
A Gemini-díj televíziós műsorokat jutalmazó kanadai díj, amelyet évente adtak át 1986 és 2011 között.
Az első átadó rendezvény 1986-ban történt, az Academy of Canadian Cinema and Television nevű szervezet tagjai által. A díjat 87 kategóriában adták át a legjobb kanadai televíziós műsorok elismeréseként. Az eseményen több speciális díjat is átadtak, mint például az életmű díj. Az átadó rendezvényt általában Torontóban tartották, bár a 2006. évi átadás Richmondban (Brit Columbia), a 2007. évi pedig Reginában (Saskatchewan, Kanada) történt. A díj francia nyelvű megfelelője a Prix Gémeaux.
A Toronto City Council 2005. november 19-et a Gemini-díj napjának nyilvánította.
2012. áprilisban bejelentették a díj megszűnését.

## Jelölés
A műsorok vagy személyek jelölését a készítő társaságok kezdeményezték, illetve a személyek esetében önmagukat is jelölhették producerük engedélyével. A jelöléseket zsűri bírálta el. Minden egyes kategóriának külön zsűrije volt, melyek a szervezet 5-7 tagjából, valamint néhány, az adott területet ismerő személyből állt.